# Pioneer 11
Pioneer 11 var et ubemandet rumfartøj konstrueret af NASA. Det var den anden mission til udforskning af Jupiter, og den første, som udforskede Saturn og dens ringe.
På Pioneer 11 er en såkaldte pioneerplade monteret med oplysninger til udenjordisk liv om rumfartøjets oprindelse. Pioneer 10 har en tilsvarende plade.
På vej til Saturn brugte Pioneer 11 Jupiters tyngdefelt til en "gravity assist"-manøvre. Pioneer 11 passerede Jupiter 4. december 1974 i en afstand af 34.000 km, og Saturn 1. september 1979 i en afstand af 21.000 km.
Efter passagen af Saturn blev Pioneer 11 slynget ud på en bane der leder væk fra Solsystemet. Sidste radioforbindelse med Pioneer 11 var 30. september 1995.